# Nora kommun
Nora kommun är en kommun i Örebro län i landskapet Västmanland. Centralort är Nora.

## Administrativ historik
Kommunens område motsvarar socknarna Järnboås, Nora och Viker (från 1878). I dessa socknar bildades vid kommunreformen 1862 landskommuner med motsvarande namn, dock bildades Vikers landskommun först 1878 genom en utbrytning ur Nora landskommun. I området fanns även Nora stad som 1863 bildade en stadskommun.
Vid kommunreformen 1952 bildades "storkommunen" Noraskog genom sammanläggning av de tidigare kommunerna Hjulsjö, Järnboås Nora och Viker medan Nora stad kvarstod oförändrad.
Noraskogs landskommun införlivades 1965 i Nora stad, varur Hjulsjö församling, som ingått i landskommunen, utbröts 1967 och införlivades i Hällefors köping. Nora kommun bildades vid kommunreformen 1971 genom en ombildning av Nora stad.
Kommunen ingick från bildandet till 14 februari 2005 i Lindesbergs domsaga och ingår sen dess i Örebro domsaga.

## Geografi

### Topografi och hydrografi
Berggrunden i kommunen består främst av malmförande leptiter, där malm tidigare brutits vid flera gruvor såsom Pershyttan och Striberg. I södra delen av kommunen finns urkalksten som har givit upphov till en rik kärr- och ängsflora, särskilt vid Näsmarken. Annars präglas naturen av barrskogsklädda höjder med en mångfald av sjöar och vattendrag.
Mot öster gränsar kommunen till slättland och smala zoner av uppodlade finkorniga sediment följer dalstråket från Norasjön till Fåsjön in i skogsområdet. Nedan presenteras andelen av den totala ytan 2020 i kommunen jämfört med riket.
|  | Bebyggelse (3,9 %) |

|  | Skog (87,4 %) |

|  | Öppen myrmark (2,7 %) |

|  | Jordbruksmark (3,9 %) |

|  | Övrig mark (2,0 %) |

|  | Bebyggelse (3,1 %) |

|  | Skog (68,0 %) |

|  | Öppen myrmark (7,2 %) |

|  | Jordbruksmark (7,4 %) |

|  | Övrig mark (14,3 %) |

### Administrativ indelning
Fram till 2016 var kommunen för befolkningsrapportering sedan 2010 indelad i en enda församling Nora bergslagsförsamling.

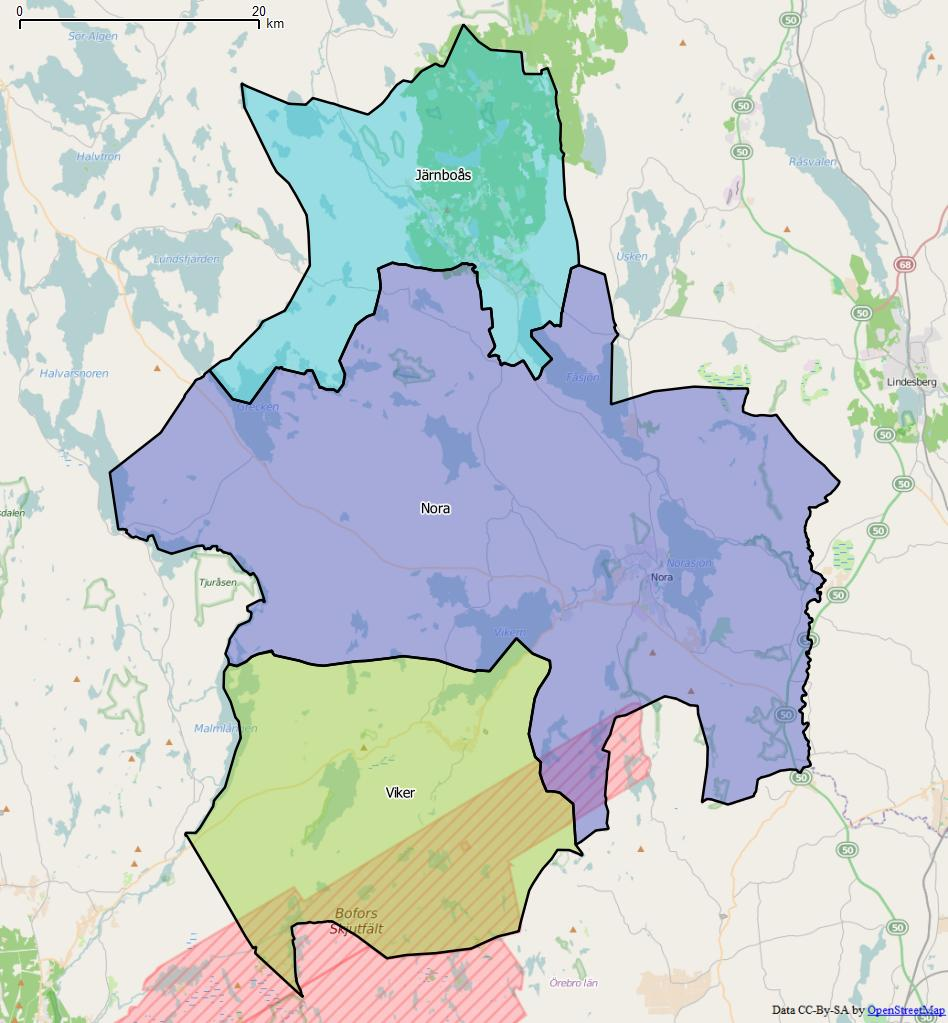
Distrikt (socknar) inom Nora kommun

Från 2016 indelas kommunen i tre distrikt, vilka motsvarar de tidigare socknarna: Järnboås, Nora och Viker.

### Tätorter
Det finns fyra tätorter i Nora kommun:
| Nr | Tätort   | Folkmängd 2015-12-31 |
| -- | -------- | -------------------- |
| 1  | Nora     | 6 597                |
| 2  | Gyttorp  | 671                  |
| 3  | Ås       | 494                  |
| 4  | Striberg | 312                  |

Centralorten är i fet stil

## Styre och politik

### Styre
Efter valet 2002 inledde Socialdemokraterna, Vänsterpartiet och Miljöpartiet ett samarbete. Trots att Miljöpartiet hoppade av detta samarbete kunde Socialdemokraterna och Vänsterpartiet styra kommunen tack vare ett enda mandats övervikt i kommunfullmäktige.
Mandatperioden 2010–2014 samarbetade de sex partierna Moderaterna, Folkpartiet, Kristdemokraterna, Centerpartiet, Miljöpartiet och Norapartiet i ett majoritetsstyre. Efter valet 2014 kom Socialdemokraterna och Vänsterpartiet återigen att ta makten i kommunen. Mandatperioden 2018–2022 bildades ett blocköverskridande styre bestående av Socialdemokraterna och de fyra borgerliga partierna. Efter valet 2022 lämnade Centerpartiet och Liberalerna samarbetet, medan de övriga partierna besluta att fortsätta styra Nora.
| År        | Partier | Partier | Partier | Partier | Partier | Partier |
| --------- | ------- | ------- | ------- | ------- | ------- | ------- |
| 1994–1998 | S       |         |         |         |         |         |
| 1998–2002 | S       | MP      |         |         |         |         |
| 2002–2006 | S       | MP      |         |         |         |         |
| 2006–2010 | S       | V       |         |         |         |         |
| 2010–2014 | M       | C       | FP      | KD      | MP      | NP      |
| 2014–2018 | S       | V       |         |         |         |         |
| 2018–2022 | S       | M       | C       | KD      | L       |         |
| 2022–2026 | S       | M       | KD      |         |         |         |

### Kommunfullmäktige

#### Presidium
| Presidium 2022–2026    | Presidium 2022–2026 | Presidium 2022–2026 |
| ---------------------- | ------------------- | ------------------- |
| Ordförande             | S                   | Per Andreasson      |
| Förste vice ordförande | M                   | Eric Viduss         |
| Andre vice ordförande  | C                   | Marita Simpson      |

#### Mandatfördelning 1970–2022
|  | 16 | 3 | 6 | 5 |  | 3 |

| 31 |

| 2 | 15 | 2 | 8 | 4 |  | 3 |

| 29 | 6 |

| 2 | 17 | 8 | 4 |  | 3 |

| 28 | 7 |

| 2 | 17 | 7 | 4 |  | 4 |

| 23 | 12 |

|  | 20 |  | 6 | 2 |  | 4 |

| 25 | 10 |

|  | 18 |  | 4 | 4 |  | 6 |

| 24 | 11 |

| 2 | 17 | 2 | 4 | 4 |  | 5 |

| 21 | 14 |

| 2 | 14 |  | 5 | 3 | 3 | 7 |

| 21 | 14 |

| 2 | 18 | 2 | 3 | 2 |  | 7 |

| 17 | 18 |

| 3 | 16 |  | 3 | 2 | 3 | 7 |

| 19 | 16 |

| 3 | 15 |  | 4 | 4 | 3 | 5 |

| 18 | 17 |

| 2 | 16 |  |  | 4 | 3 | 2 | 6 |

| 19 |  | 15 |

|  | 15 |  |  | 5 | 2 | 3 | 2 | 5 |

| 17 |  | 17 |

| 4 | 14 | 2 | 3 | 2 |  | 3 |  |  | 4 |

| 18 | 17 |

| 2 | 12 |  | 4 | 3 | 3 | 3 |  |  | 5 |

| 20 | 15 |

| 2 | 11 |  | 4 | 3 | 5 | 2 |  | 6 |

| 20 | 15 |

### Nämnder

#### Kommunstyrelse
| Presidium 2022–2026    | Presidium 2022–2026 | Presidium 2022–2026 |
| ---------------------- | ------------------- | ------------------- |
| Ordförande             | M                   | Dan Pierre          |
| Förste vice ordförande | S                   | Mikael Wahlberg     |
| Andre vice ordförande  | LPo                 | Pia-Maria Johansson |

#### Övriga nämnder
Kommunen ligger i Bergslagen och samarbetar med intilliggande kommuner i KNÖL-gruppen (Kommuner i Norra Örebro län): Lindesberg, Ljusnarsberg och Hällefors. Därigenom har man etablerat ett tekniskt samarbete om gator, vägar, sophantering och fritidssektorn. Detta genom de gemensamma nämnderna Tekniska nämnden, Bygg- och miljönämnden, Överförmyndarnämnden. Förutom de gemensamma nämnderna finns även de egna nämnderna:
- Socialnämnden
- Bildningsnämnden
- Valnämnden

Krisledningsnämnden består av Kommunstyrelsen.

## Ekonomi och infrastruktur

### Näringsliv
Tidigare dominerades områdets näringsliv av bergshantering, men sedan 1960-talet har denna verksamhet avvecklats. Vissa delar av bergshanteringen har dock bevarats som turistattraktioner, exempelvis i Pershyttan. Idag präglas näringslivet av småföretag, där några av de få större företagen inkluderar Orica Sweden AB som tillverkar sprängmedel i Gyttorp och Drillcon AB som är specialiserade på kärnborrning och är belägna i centralorten. Den största arbetsgivaren i kommunen är kommunen själv.

### Infrastruktur

#### Transporter
Genom sydöstra delen av kommunen går riksväg 60. Kommunen genomkorsas av länsvägarna 243 och 244.

## Befolkning

### Befolkningsutveckling
Kommunen har 10 639 invånare (31 december 2024), vilket placerar den på 208:e plats avseende folkmängd bland Sveriges kommuner.
| Befolkningsutvecklingen i Nora kommun 1970–2020 | Befolkningsutvecklingen i Nora kommun 1970–2020 | Befolkningsutvecklingen i Nora kommun 1970–2020 | Befolkningsutvecklingen i Nora kommun 1970–2020 | Befolkningsutvecklingen i Nora kommun 1970–2020 |
| ----------------------------------------------- | ----------------------------------------------- | ----------------------------------------------- | ----------------------------------------------- | ----------------------------------------------- |
|                                                 |                                                 |                                                 |                                                 |                                                 |
| År                                              |                                                 |                                                 | Folkmängd                                       |                                                 |
| 1970                                            | 1970                                            |                                                 | 9 029                                           |                                                 |
| 1975                                            | 1975                                            |                                                 | 9 269                                           |                                                 |
| 1980                                            | 1980                                            |                                                 | 10 211                                          |                                                 |
| 1985                                            | 1985                                            |                                                 | 10 043                                          |                                                 |
| 1990                                            | 1990                                            |                                                 | 10 516                                          |                                                 |
| 1995                                            | 1995                                            |                                                 | 10 799                                          |                                                 |
| 2000                                            | 2000                                            |                                                 | 10 465                                          |                                                 |
| 2005                                            | 2005                                            |                                                 | 10 472                                          |                                                 |
| 2010                                            | 2010                                            |                                                 | 10 447                                          |                                                 |
| 2015                                            | 2015                                            |                                                 | 10 502                                          |                                                 |
| 2020                                            | 2020                                            |                                                 | 10 686                                          |                                                 |

## Kultur

### Kulturarv
Kommunen har ett rikt kulturarv som främst utgörs av lämningar från bergshanteringens glansperiod. Nora, med sina välbevarade trähus och rutnät av gator, är en av norra Europas bäst bevarade trästäder. I centralorten trängs trähus från 1700- och 1800-talen, bland dessa Göthlinska gården, ett museum som ger en inblick i ett borgarhem från slutet av 1800-talet. På våren blommar dess trädgård med ett hav av scilla. 
Ett annat kulturarv som även det vittnar om områdets glansperiod är Sveriges äldsta normalspåriga järnväg som drivs av veteranjärnvägsföreningen NBVJ (Nora Bergslags Veteran-Jernväg). Med veterantåg och rälsbussar kan man resa till Järle och  kulturreservatet Pershyttan. I Pershyttan hittas en av Sveriges bäst bevarade träkolshyttor, Pershyttans hytta, och Lockgruvan. En hytta hittas även i Greksåsar.

### Kommunvapen
Blasonering: I silver en stam med fem därifrån uppväxande granar, varannan hög, varannan låg. 
Vapnet fick kunglig fastställelse 1947 och bygger på sigill från stadens grundande 1643. Efter kommunbildningen uppstod viss oenighet om hur det nya kommunvapnet skulle utformas och förslag fanns att tillföra komponenter från Noraskogs vapen. Frågan fick därför vila i ett antal år och först 1980 registrerades åter det gamla vapnet för den nya kommunen i PRV.

Noraskogs landskommun (1955–64)